# Tetrastigma hemsleyanum
Tetrastigma hemsleyanum là một loài thực vật hai lá mầm trong họ Nho. Loài này được Diels & Gilg miêu tả khoa học đầu tiên năm 1900.